# 阿瓦德

阿瓦德在印度的位置

阿瓦德（英語：Awadh，又作），印度文化分区，现位于北方邦中部，地处恒河和亚穆纳河之间，土地肥沃，是恒河-亚穆纳河文化的中心。
古代为拘薩羅国。阿瓦德长期是印度北部伊斯兰王朝的腹地，伊斯兰艺术一度繁荣，当时由納瓦卜王公统治，1720年至1856年为奥德土邦，以阿约提亚和法扎巴德为都城，后来迁至勒克瑙，也是现在北方邦的首府。